# Казе Лаворатори Агриколи (Павија)
Казе Лаворатори Агриколи је насеље у Италији у округу Павија, региону Ломбардија.
Према процени из 2011. у насељу је живело 44 становника. Насеље се налази на надморској висини од 79 м.